# Out of the Silent Planet
„Out of the Silent Planet“ е сингъл на британската хевиметъл група Айрън Мейдън, от албума „Brave New World“. Обложката е направена от Марк Уилкинсън. Въпреки че обикновено песента се свързва с едноименния роман на Клайв Стейпълс Луис, в интервютата си групата заявява, че определящо влияние върху тях е имал научнофантастичният филм „Забранената планета“.

## Състав
- Брус Дикинсън – вокал
- Дейв Мъри – китара
- Яник Герс – китара, беквокали
- Ейдриън Смит – китара, беквокали
- Стив Харис – бас, беквокали
- Нико Макбрейн – барабани

|  | Тази страница частично или изцяло представлява превод на страницата Out of the Silent Planet (song) в Уикипедия на английски. Оригиналният текст, както и този превод, са защитени от Лиценза „Криейтив Комънс – Признание – Споделяне на споделеното“, а за съдържание, създадено преди юни 2009 година – от Лиценза за свободна документация на ГНУ. Прегледайте историята на редакциите на оригиналната страница, както и на преводната страница, за да видите списъка на съавторите. ВАЖНО: Този шаблон се отнася единствено до авторските права върху съдържанието на статията. Добавянето му не отменя изискването да се посочват конкретни източници на твърденията, които да бъдат благонадеждни. |